# 가브리엘 슬로니나
게이브리얼 파블 가가 슬로니나(Gabriel Pawel Gaga Slonina, 2004년 5월 15일 ~)는 첼시에서 활동하고 있는 미국의 축구 선수이다.